# Афлиберцепт
Афлиберцепт (торговое наименование Эйлеа, Eylea) — лекарственный препарат, относящийся к группе анти-VEGF и обладающий широкой областью применения в офтальмологии (неоваскулярная («влажная») возрастная макулярная дегенерация, диабетический макулярный отек (ДМО), макулярный отек, развившийся вследствие окклюзии центральной вены сетчатки или ее ветвей, миопическая хориоидальная неоваскуляризация).
Афлиберцепт входит в перечень жизненно необходимых и важнейших лекарственных препаратов.
Молекула афлиберцепта представляет собой рекомбинантный гибридный белок, состоящий из фрагментов внеклеточных доменов человеческих рецепторов к VEGF 1 и 2 типов, соединенных с Fc-фрагментом человеческого иммуноглобулина G (IgG). Афлиберцепт действует как растворимый рецептор-ловушка (VEGF Eye-Trap), который связывает VEGF-A (сосудистый эндотелиальный фактор роста А) с более высокой аффинностью, чем естественные рецепторы или другие препараты (к примеру, ранибизумаб). Помимо этого, афлиберцепт является единственным препаратом, способным связывать плацентарный фактор роста (PIGF), также вовлеченный в патогенез заболеваний сетчатки.
Молекула афлиберцепта имеет увеличенный период выведения из глаза, что позволяет говорить о более длительном клиническом эффекте. Согласно опубликованным данным продолжительность супрессии внутриглазного VEGF после интравитреального введения афлиберцепта в 2 раза превышает данный показатель у препарата ранибизумаб. Большая продолжительность действия препарата является важным фактором, способствующим снижению общего количества требуемых инъекций для терапии хронических заболеваний сетчатки.

## Противопоказания
Во время беременности и грудного вскармливания применение афлиберцепта противопоказано. Нельзя применять при хронической сердечной недостаточности III–IV класса, тяжелой степени печеночной недостаточности, детям и подросткам до 18 лет.